# Atomisme (politieke filosofie)
In de politieke filosofie is atomisme de visie dat de samenleving bestaat uit niets anders dan individuen, die bovendien alleen door louter vrijwillige keuzes met elkaar verbonden zijn. Het politiek-filosofische atomisme gaat ervan uit dat individuen al hun eigen doelen (kunnen) kiezen en nastreven. Het gelooft niet in een belemmering van die vrije keuze, door factoren als sociale machtsverhoudingen, maatschappelijke kansen, of opvoeding.

## Tegenover politiek atomisme
Een tegenovergestelde visie kan aangeduid worden met de term holisme. Het holisme ziet het individu als ingebed in een sociale realiteit, die de mogelijkheden en keuzes van dat individu beïnvloedt. Het holisme is een algemene politiek-filosofische tendens die men in zeer verschillende politieke ideologieën terug vindt. Dat kan gaan van het Angelsaksische, ook conservatieve, communitarisme, dat ervan uitgaat dat de samenleving gedragen wordt door een gemeenschappelijke visie op het goede leven, en dit vertaalt naar gemeenschappelijke normen en waarden, totaan veeleer Europese vormen van sociaaldemocratie en socialisme.